# Majda Kirmizi
Majda Kirmizi (* 25. Mai 1990 in Bar, Jugoslawien als Majda Mehmedović) ist eine ehemalige montenegrinische Handballspielerin.

## Karriere
Kirmizi spielte beim montenegrinischen Erstligisten ŽRK Budućnost Podgorica, mit dem sie national mehrfach die Meisterschaft und den Pokal gewann. International konnte die Außenspielerin mit Budućnost 2010 den Europapokal der Pokalsieger sowie 2012 und 2015 die EHF Champions League gewinnen. Im Sommer 2016 wechselte sie zum rumänischen Erstligisten CSM Bukarest. Mit Bukarest gewann sie 2017 und 2018 die rumänische Meisterschaft sowie 2017, 2018 und 2019 den rumänischen Pokal. Im Sommer 2019 kehrte sie zu ŽRK Budućnost Podgorica zurück. Mit Budućnost gewann sie 2020 und 2021 das nationale Double. Ab dem Sommer 2021 stand sie beim türkischen Erstligisten Kastamonu Belediyesi GSK unter Vertrag, mit dem sie 2022 sowohl die türkische Meisterschaft als auch den türkischen Pokal gewann. Nachdem Kirmizi im Jahr 2023 die türkische Meisterschaft verteidigt hatte, beendete sie ihre Karriere.
Kirmizi gewann im Jahr 2010 die Bronzemedaille bei der U20-Weltmeisterschaft. Sie gehörte zwischen 2008 und 2021 dem Kader der montenegrinischen Nationalmannschaft an. Mit Montenegro nahm sie an der Weltmeisterschaft 2011 teil. Im Sommer 2012 nahm Kirmizi mit Montenegro an den Olympischen Spielen in London teil, wo sie die Silbermedaille gewann. Im selben Jahr gewann sie mit Montenegro den EM-Titel. Weiterhin nahm sie an den Olympischen Spielen 2016 in Rio de Janeiro, an der Europameisterschaft 2016, an der Europameisterschaft 2018 sowie an den Olympischen Spielen 2020 in Tokio teil. Bei der EM 2018 wurde sie in das All-Star-Team gewählt.